# El hospital hostil
El hospital hostil es la octava novela de la serie Una serie de eventos desafortunados por Lemony Snicket.

## Argumento
La historia empieza con los tres Baudelaire perdidos, solos y hambrientos en medio de la nada. Entraron a la tienda "Última Oportunidad" (Last Chance General Store) e intentaron mandarle un telegrama de ayuda al señor Poe pero no les respondió. Pronto tuvieron que huir de la tienda ya que el dueño se dio cuenta de que ellos eran los "asesinos" que habían aparecido en el Diario Punctilio (artículo que explicaba que los Baudelaire habían asesinado al Conde Olaf). Para huir se metieron en la camioneta de los Voluntarios Frente al Dolor (Volunteers Fighting Disease, VFD)
Creyeron encontrar sus respuestas acerca de VFD, pero estos Voluntarios solo se dirigían al Hospital Heimlich a cantar canciones alegres a sus pacientes. Al llegar la Jefa de Recursos Humanos, Babs, anunció por un intercomunicador que necesitaba a tres voluntarios en su oficina. Los Baudelaire se dirigieron allí y ella les dijo que trabajarían en la biblioteca de archivos. Conocieron a Hal allí y les dijo que debían archivar la información y ponerla en los gabinetes. Él les dijo que le parecía haber visto una foto de los Baudelaire en los Archivos Snicket (The Snicket Files).
Al día siguiente decidieron cambiar las llaves de Hal para entrar la Biblioteca de noche y buscar el expediente Snicket. Las reemplazaron con unas llaves falsas (Hal no veía tan bien y no notó la diferencia). Ese mismo día alguien reemplazó a Babs: Mattathias quien los niños reconocieron su voz como la del Conde Olaf. Al encontrar el expediente Snicket se dieron cuenta de que solo había una hoja con una foto de los padres Baudelaire, Jacques Snicket y una persona a la que no conocían. Había una oración que decía "Debido a lo discutido en la página nueve, los expertos sospechan la posible  existencia de un sobreviviente a aquel incendio, pero el paradero de este es desconocido". En ese momento llegó la novia de Olaf, Esmé Miseria y empezó a perseguirlos para obtener la hoja del archivo. Para evitar que escapasen, empezó a derrumbar los gabinetes que cayeron como piezas de dominó. Violet quedó atrapada pero Klaus y Sunny lograron escapar.
Al día siguiente los niños siguieron a los Voluntarios Frente al Dolor recorriendo las habitaciones para encontrar a Violet. Klaus tomó la lista de pacientes y se metió con Sunny al cuarto de despensas a leerla, pero el nombre de Violet no aparecía. En ese momento Mattathias anunció que se le haría una cranioectomía a una chica de 14 años (obviamente se trataba de Violet) en el pabellón de cirugías. Klaus descubrió que el nombre de Violet estaba escrito como un anagrama: Laura V. Blediotee. Se pusieron unas batas de doctores para que no los reconocieran y salieron a buscar su habitación. En el pasillo se encontraron a Esmé quien los confundió con las mujeres del empolvadas. Los llevó a donde estaban el Dr. O. Lucafont (el hombre que en vez de manos tiene garfios) y el Dr. Flacutono (el hombre calvo). Los cuatro fueron a donde estaba Violet, anestesiada y tendida en una camilla, hacia el teatro de operaciones.
Lo que en verdad iban a hacer era cortarle la cabeza a Violet y por eso era que la operación se haría enfrente de doctores,enfermeras, voluntarios combatientes de enfermedades: para que pareciera un accidente. Klaus estaba disfrazado como la Doctora Tocuna y Sunny como la enfermera Flo. Para retrasar la operación, Klaus empezó a explicar la historia de la cranioectomía. En ese momento llegó Esmé trayendo a las verdaderas mujeres empolvadas, revelando a los Baudelaire  y poco después vino Hal, acusando a los niños de haber destruido la biblioteca de archivos, además anunció que en ese momento se estaba incendiando.
Los niños lograron escapar (Klaus tiró el cuchillo y empezó a empujar la camilla fuera del teatro operativo) y decidieron huir del hospital. Pero al bajar se dieron cuenta de que el piso inferior estaba en llamas y el fuego se estaba propagando rápidamente. Se encontraron con el asistente de Olaf, de género indeterminado, que empezó a correr tras de ellos. Pudieron encontrar una despensa y Klaus vio que por la ventana que varias personas estaban en la entrada del hospital para evitar que los Baudelaire escapasen. Por suerte a Violet se le estaba pasando el efecto de la anestesia y pudo pensar en algo: con las ligas que había Klaus las ató de manera de una soga y Sunny abrió una lata de sopa con sus dientes. Lo que habían creado era un intercomunicador y Violet fingiendo que era Babs les comunicó a todos que los Baudelaire estaban en la otra parte del hospital y que todos se dirijieran a allí. Luego ataron la soga hecha de ligas a un lugar de la ventana y saltaron.
No podían ver muy bien por todo el humo que había, pero si lograron observar que Olaf, su novia y sus ayudantes (menos la persona de género indeterminado que posiblemente murió en el incendio) entraban al auto del Conde. Oyeron decir a Esmé que irían en busca de lo que faltaba del expediente Snicket, así que ellos también se metieron al auto: se infiltraron en la maletero sin ser vistos por nadie.
- Datos: Q2291923